# Tony Robbins

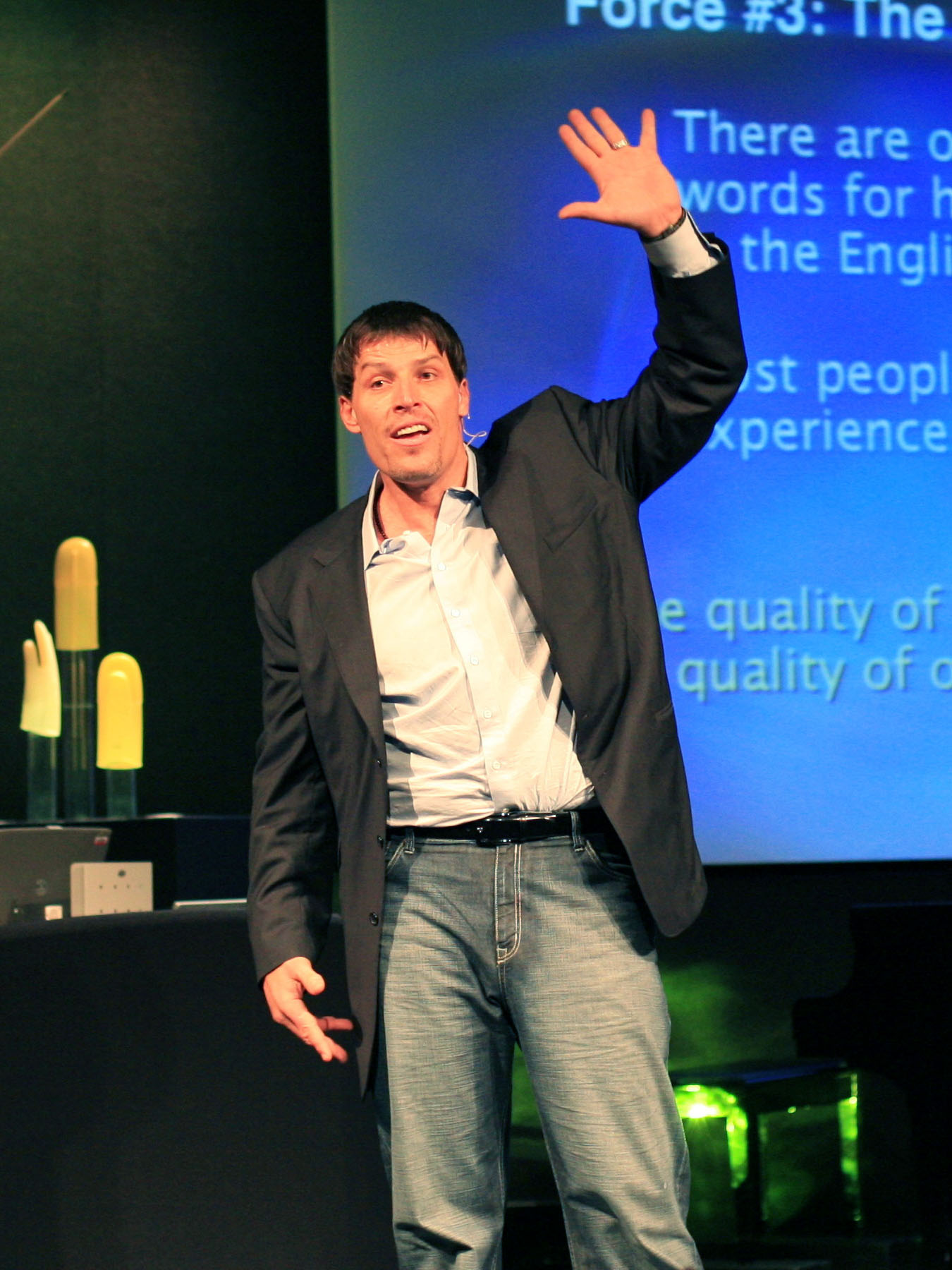
Robbins in 2006

Anthony J. Mahavorick (29 februari 1960), beter bekend als Tony Robbins is een Amerikaanse coach, spreker en schrijver. Robbins heeft verschillende boeken geschreven, waaronder Unlimited Power en Awaken the Giant Within. Daarnaast is hij ook de auteur van motiverende audioboeken zoals Personal Power II, Get the Edge en Lessons in Mastery.
Robbins heeft meerdere wereldleiders gecoacht zoals Michail Gorbatsjov, prinses Diana, George Bush en Bill Clinton. Hij wordt beschouwd als een van de exponenten van de New Agebeweging, samen met anderen als Wayne Dyer, Louise Hay en Deepak Chopra.
De Nederlander Emile Ratelband werd door Tony Robbins in 1987 gedurende zes maanden 24/7 gemodelleerd. Hij was daarna als headtrainer verbonden aan het Robbins Research Institute tot 1995
Robbins werkwijze is gebaseerd op de NLP-methodiek.

## Carrière
Robbins begon met het promoten van seminars voor spreker en auteur Jim Rohn toen hij 17 jaar oud was.
In het begin van de jaren tachtig werkte Robbins, een beoefenaar van neurolinguïstisch programmeren (NLP) en Ericksoniaanse hypnose, samen met NLP-medeoprichter John Grinder. Vervolgens leerde hij vuurlopen en nam het op in zijn seminars.
In 1988 bracht Robbins zijn eerste infomercial uit voor zijn zelfhulpprogramma "Personal Power", dat werd geproduceerd door Guthy Renker.
In 1997 lanceerde Robbins het Leadership Academy-seminar.
Samen met Cloé Madanes richtte Robbins het Robbins-Madanes Center for Intervention op, een organisatie die life skills coaches opleidt om gezinnen en individuen te helpen omgaan met verslaving en andere problemen.
In 2014 sloot Robbins zich aan bij een groep investeerders om rechten te verwerven voor het lanceren van een Major League Soccer-franchise in Los Angeles, de Los Angeles Football Club genoemd. Het voetbalteam deed mee aan competitie in 2018.

## Filantropie
In 1991 richtte Robbins de Anthony Robbins Foundation op, bedoeld om jongeren, daklozen, hongerigen, ouderen en gevangenen te helpen.
Onafhankelijke liefdadigheidswaakhond Charity Navigator gaf de stichting in 2017 een beoordeling van vier van de vier sterren.
In 2014 schonk hij de winst van zijn boek Money: Master the Game, samen met een extra persoonlijke donatie, via Feeding America om maaltijden te verstrekken aan mensen in nood. Robbins doneerde ook de winst van Unshakeable: Your Financial Freedom Playbook aan Feeding America. Robbins werkt samen met een waterbedrijf genaamd Spring Health, dat vers water levert aan kleine dorpen op het platteland van Oost-India om door water overgedragen ziekten te voorkomen.
- Bibsys: 90651007
- Biblioteca Nacional de España: XX978177
- Bibliothèque nationale de France: cb127274167 (data)
- Catàleg d'autoritats de noms i títols de Catalunya: 981058610367206706
- CiNii: DA03755882
- Gemeinsame Normdatei: 1044595957
- International Standard Name Identifier: 0000 0001 1678 7061
- Library of Congress Control Number: n85282047
- MusicBrainz: 131153ae-1455-48fc-9c30-6074ae5f158e
- National Central Library: 000400807
- Bibliotheek van het Japanse parlement: 00473843
- Nationale Bibliotheek van Tsjechië: jn20010309046
- Nationale bibliotheek van Australië: 35886353
- Nationale Bibliotheek van Israël: 987007522809705171
- Nederlandse Thesaurus van Auteursnamen: 073386723
- ORCID: 0000-0002-6555-5686
- Russische Staatsbibliotheek: 000265172
- Istituto Centrale per il Catalogo Unico: CFIV070799
- SNAC: w6b65c1w
- Système universitaire de documentation: 029449685
- Semantic Scholar: 2241584810
- Trove: 1131483
- Virtual International Authority File: 79359220
- WorldCat: E39PBJckMHbDFV4JkY7ycj8Bfq